# Bernalita
La bernalita és un mineral de la classe dels òxids, que pertany al subgrup de la söhngeïta. Rep el nom en honor del mineralogista britànic John Desmond Bernal (1901-1971).

## Característiques
La bernalita és un òxid de ferro, de fórmula química Fe(OH)₃·nH₂O (n = 0,0 a 0,25). Cristal·litza en el sistema ortoròmbic, pseudocúbic. La seva duresa a l'escala de Mohs és 4. El seu color és de verd fosc a verd groguenc. Es va descobrir l'any 1992 a una mina de Nova Gal·les del Sud (Austràlia). Es troba associat amb la goethita i la coronadita.
Segons la classificació de Nickel-Strunz, la bernalita pertany a «04.FC: Hidròxids (sense V o U), amb OH, sense H₂O; octaedres que comparetixen angles» juntament amb els següents minerals: dzhalindita, söhngeïta, burtita, mushistonita, natanita, schoenfliesita, vismirnovita, wickmanita, jeanbandyita, mopungita, stottita, tetrawickmanita, ferronigerita-2N1S, magnesionigerita-6N6S, magnesionigerita-2N1S, ferronigerita-6N6S, zinconigerita-2N1S, zinconigerita-6N6S, magnesiotaaffeïta-6N'3S i magnesiotaaffeïta-2N'2S.